# إنجيل مرقيون
إنجيل مرقيون أو إنجيل الرب هو النص الذي استعمله المعلم المسيحي مرقيون في منتصف القرن الثاني عوضا عن الأناجيل الأخرى. تعتبر بقاياه التي أعيد جمعها من أبوكريفا العهد الجديد. كتب عدد من الكاثوليك رسائل ضد مرقيون بعد موته بالإضافة إلى نقد كتبه ترتليان مما سمح بإعادة تأليف إنجيل مرقيون بالكامل تقريبا بالاعتماد على مقتطفاتهم له. يعرف مرقيون من خلال نقاده فقط والذين اعتبروه خطرا كبيرا على شكل المسيحية المعروف لديهم.

## مواقع خارجية
- G.R.S. Mead, Fragments of a Faith Forgotten (London and Benares, 1900; 3rd edition 1931): pp. 241– 249 Introduction to Marcion
- Marcion: إنجيل مرقيون خمسة أصحاحات من 21
- النص الكامل بالإنكليزية